# Loi Tehcir

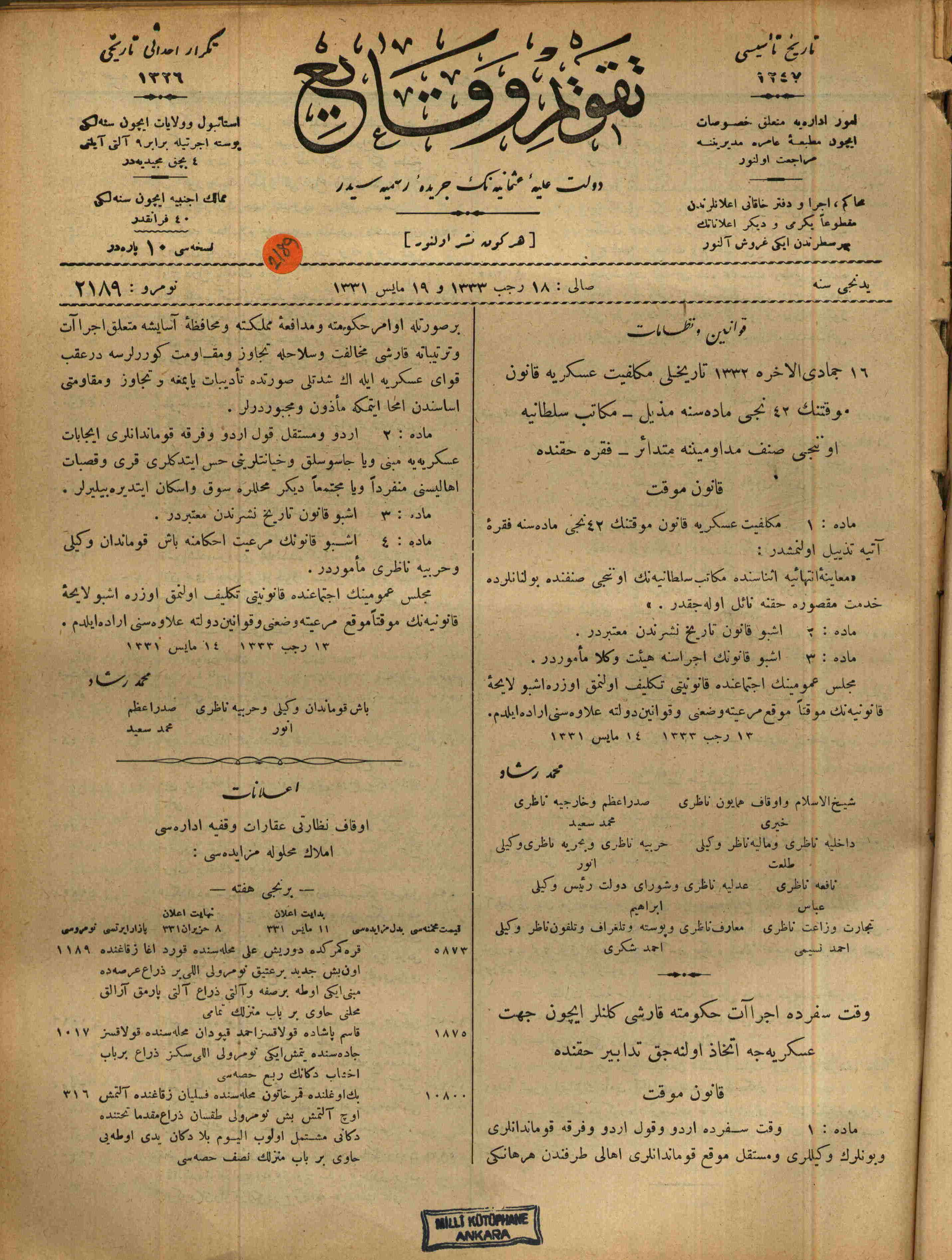
Document de la loi Tehcir.

La loi Tehcir (tehcir : mot d'origine arabe en turc ottoman qui signifie « déplacement ») officiellement connue sous la terminologie Sevk ve İskân Kanunu (loi sur le peuplement et le déplacement) est une loi temporaire votée le 27 mai 1915 par le parlement ottoman. Elle autorisait l'expulsion de la population arménienne hors de l'Empire ottoman. La campagne de « réinstallation » induite par cette loi a été déterminante dans la mise en œuvre du génocide arménien. La loi Tehcir a officiellement été adoptée le 1er juin 1915 et a été abrogée le 8 février 1916.